# Frederick Hughes
Frederick Hughes (Cowes, 22 de fevereiro de 1866 — Southampton, 3 de novembro de 1956) foi um velejador britânico, medalhista olímpico. Ele competiu nos Jogos Olímpicos de Verão de 1908 na classe 8 Metre e conquistou a medalha de bronze na disputa a bordo do Sorais com Philip Hunloke, Alfred Hughes, George Ratsey, William Dudley Ward e Constance Lewes.
Hughes foi capitão do South Wales Borderers, um regimento de infantaria do exército britânico, e lutou na Segunda Guerra dos Bôeres de 1899 a 1900. Ele alcançou o posto de major brevet com a infantaria leve do duque da Cornualha. Ele também participou da Primeira Guerra Mundial.